# Elisabetta D'Afflisio Moreri
Elisabetta D'Afflisio Moreri detta Passalacqua (1715 – Finale Emilia, 1760) è stata un'attrice teatrale italiana.

## Biografia
Figlia di Alessandro D'Afflisio Moreri, fu l'esponente più nota di una famiglia di attori di origine napoletana attiva tra il Seicento e il Settecento e comprendente, fra i molti, anche il nipote Bartolomeo.
Donna astuta e suadente, iniziò molto presto a recitare, alternando alla prosa la danza, il canto e l'acrobatica. Entrò a far parte della compagnia di Giuseppe Imer al Teatro San Samuele di Venezia come amorosa e canterina. Il poeta della Compagnia era all'epoca il grande commediografo veneziano Carlo Goldoni: i due divennero amanti, ma lei lo tradì con l'attore Antonio Vitalba. Goldoni si vendicò obbligandola a recitare la parte di Elisa, la pastorella infedele di Don Giovanni Tenorio (1735).
Il giudizio di Goldoni sulla sua abilità di interprete è contraddittorio: nei Mémoires prima la critica duramente (la sua voce era falsa, monotona la maniera, ingrata la fisonomia), ma in seguito la definisce giovane spiritosissima, che faceva tutto passabilmente e niente perfettamente. Cantava, ballava, recitava in serio e in giocoso, tirava di spada, giocava la bandiera, parlava vari linguaggi, era passabile nella parte della Servetta e suppliva passabilmente negli intermezzi.. 
La tresca tra Goldoni e la D'Afflisio suscitò molto scalpore e l'attrice uscì danneggiata dalla vicenda: divenuto direttore della compagnia, Goldoni la sostituì per il canto e gli intermezzi, lasciandole unicamente il ruolo di serva, e occasionalmente di seconda donna, e si liberò del Vitalba che passò a recitare al Teatro San Luca, dove poco dopo anche lei si trasferì. Successivamente, passata ad altre compagnie (recitò anche nell'Italia meridionale e in Sicilia), fu vittima di una brutta caduta che la costrinse a ritirarsi dalle scene. 
Tornò a recitare nel 1749 con una compagnia propria, prima al Teatro Farnese di Parma, quindi a Mantova, al Palazzo Ducale. Si ridusse infine a far parte di piccole compagnie girovaghe: dopo aver peregrinato con scarsa fortuna nei teatri minori della Lombardia, si ritirò definitivamente dalle scene e trascorse in miseria gli ultimi anni in provincia di Modena, a Finale Emilia.